# Турриальба (вулкан)
Турриальба (исп. Turrialba) — действующий вулкан в Северной Америке, находится в Коста-Рике.

## Описание
Расположен в 20 км к северу-востоку от города Картаго и в 30 км к востоку от столицы страны, города Сан-Хосе. Высота над уровнем моря — 3340 м. Это второй по величине вулкан в Коста-Рике и единственный в стране вулкан, позволяющий спуститься в один из его трёх кратеров и наблюдать вблизи вторичную вулканическую деятельность.

## История

### Извержения
Наиболее крупное извержение произошло в 1856 году. В настоящее время вулкан является действующим.
13 марта 2015 года выбросы пепла из вулкана привели к закрытию аэропорта г. Сан-Хосе и эвакуации населения из близлежащих районов.
В среду, 3 ноября 2021 года, в 6:46 утра по местному времени, произошёл фреатический взрыв.

### Происшествия
4 декабря 1970 года в условиях тропического ливня транспортный самолёт C-47 военной авиации Никарагуа разбился, врезавшись в склон вулкана Турриральба на территории Коста-Рики (погибли все шесть человек на борту — три члена экипажа и три пассажира).